# Lytton Strachey

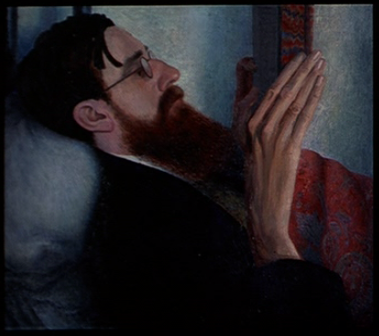
Lytton Strachey porträtterad av Dora Carrington.

Giles Lytton Strachey, född 1 mars 1880 i London, död 21 januari 1932 i Ham, Wiltshire, var en brittisk författare och essäist, son till sir Richard Strachey. Främst är han berömd för sina historiska biografier, som var stilbildande inom den genre som kommit att kallas psykobiografier. Hans texter präglas av ironi och samhällskritik.

## Levnad
Strachey föddes i London i en borgerlig familj vars viktorianska värderingar han växte upp att kritisera. Han fick en god utbildning, först vid en internatskola i Derbyshire, följt av Leamington College. Sin högre utbildning fick Strachey vid Liverpool University och universitetet i Cambridge där han studerade, främst, litteratur och historia i sex år, först vid Trinity College och sedan vid Kings College.
Strachey var inte särskilt framgångsrik i sina studier och han misslyckades med att få en forskningstjänst vid Trinity. Tiden vid universitet lade dock grunden för Stracheys livslånga prioritering av estetik och konst, och de lärdomar han drog som medlem av den elitistiska studentklubben ”the Apostles”, vars främsta fokus var att främja medlemmarnas intresse för konst och filosofi, präglade hans författarskap.

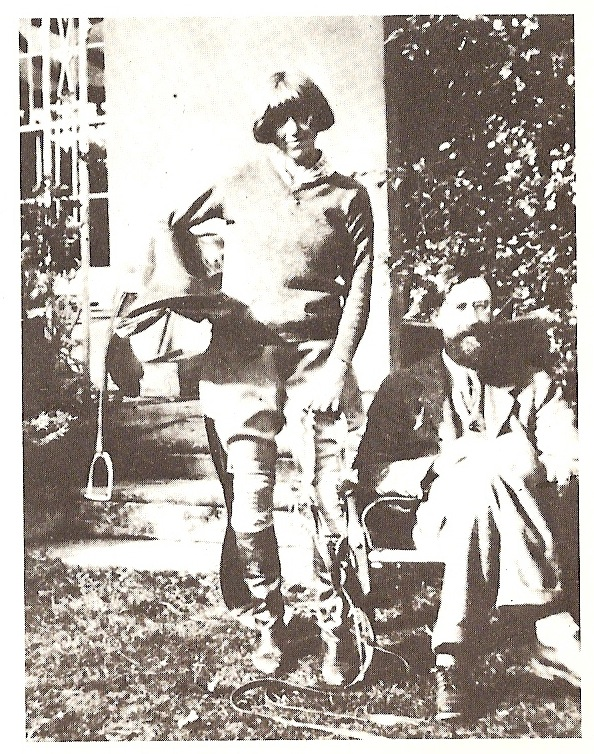
Dora Carrington och Lytton Strachey i Ham Spray

Strachey flyttade till London där han kom att ägna de följande åren åt att skriva konst- och litteraturkritik åt the Spectator. Han blev en av de ledande medlemmarna av Bloomsburygruppen, tillsammans med till exempel Virginia Woolf. Strachey och Woolf var t.o.m. förlovade en kort period, trots att Strachey var öppet homosexuell. Han var också tillsammans med nationalekononomen  John Maynard Keynes samt Duncan Grant, som även de var med i Bloomsburygruppen. 
Stracheys levnadspartner kom senare att bli målaren Dora Carrington, som visserligen var gift med en annan man men som ändå valde att leva med Strachey, och att begå självmord omedelbart efter Stracheys död i cancer 21 januari 1932.
Under första världskriget var Strachey vapenvägrare i linje med Bloomsburygruppens pacifistiska filosofi.

## Verk
Stracheys första publicerade verk var Landmarks in French Literature (1912). Här beskrev Strachey beundrande den franska, klassiska, litteraturen. Hans genombrott kom med Eminent Victorians (1918). Detta verk som består av fyra biografiska essäer är starkt ironiskt, och Strachey beskriver de framstående viktorianerna, bl.a. Florence Nightingale,  i djupt satiriska ordalag som innebär att biografierna gränsar till litterära karikatyrer. Den viktorianska moralen /dubbelmoralen är måltavla för Stracheys ironi, men greppet innebar att verket senare kritiserats för sin något överdrivna stil och brist på saklighet.
I de båda biografierna Queen Victoria (1921) och Elizabeth and Essex (1928) använder sig Strachey av begrepp och teorier från psykoanalysen för att beskriva och tolka sina objekt, och influenserna från Freud är tydliga. Även här har Strachey senare utsatts för kritik då psykobiografin ifrågasatts av moderna forskare. Den främsta invändningen mot genren har varit att psykoanalysen utgår från en dialog, vilket inte är möjligt vad gäller historiska personer, varför resultatet oundvikligen blir spekulativt.
Strachey beundras dock fortfarande för sin berättarstil och sin underfundiga humor.

## Strachey inom populärkultur
I filmen Carrington från 1995 berättas historien om relationen mellan Strachey och Carrington. Filmen regisserades av Christopher Hampton, och huvudrollerna spelades av Emma Thompson (Carrington) och Jonathan Pryce (Strachey).